# Bobby Green
Bobby Ray Green, född 9 september 1986 i San Bernardino i Kalifornien, är en amerikansk MMA-utövare som sedan 2013 tävlar i organisationen Ultimate Fighting Championship.